# Stella Sigcau
Stella Margaret Nomzamo Sigcau (* 4. Januar 1937 in Lusikisiki, Südafrikanische Union; † 7. Mai 2006 in Durban) war eine südafrikanische Politikerin.

## Biografie
Stella Sigcau war eine Tochter des 1978 verstorbenen Präsidenten von Transkei, Botha Sigcau. Sie begann ihre politische Laufbahn 1968 mit der Wahl zur Abgeordneten des Parlaments des damaligen südafrikanischen Homelands Transkei, in dem sie als Mitglied der Transkei National Independence Party (TNIP) den Wahlkreis Lusisikiki vertrat.
Nach der Entlassung in die Souveränität am 26. Oktober 1976 als Teil der südafrikanischen Apartheidspolitik wurde sie Innenministerin in der Regierung ihres Vaters. Zwischen 1977 und 1990 war sie Vorsitzende der TNIP, die bei den Wahlen 1981 von 75 Parlamentssitzen 74 Sitze gewann. 1987 wurde sie Premierministerin, aber bereits nach drei Monaten zusammen mit Präsident George Matanzima von dem Befehlshaber der Armee, General Bantu Holomisa, bei einem Staatsstreich gestürzt. 1990 löste sie die TNIP auf. In den 1980er Jahren erhielt sie von dem südafrikanischen Unternehmer Sol Kerzner ein Bestechungsgeld in Höhe von 50.000 US-Dollar.
Nach dem Ende der Apartheid und der Wiedereingliederung von Transkei in Südafrika als Teil der Provinz Ostkap wurde sie nach den ersten freien Wahlen im April 1994 von Präsident Nelson Mandela zur Ministerin für Öffentliche Unternehmen (Minister of Public Enterprises) in dessen Kabinett ernannt. Stella Sigcau war zudem Mitglied des African National Congress (ANC).
Thabo Mbeki, Mandelas Nachfolger als Präsident, berief sie 1999 zur Ministerin für Öffentliche Arbeiten. Dieses Amt übte sie bis zu ihrem Tod aus.